# Władysław Pawlik
Władysław Pawlik (ur. 1940 w Ślęzanach) – artysta plastyk, rzeźbiarz, pedagog związany z Zakopanem.

## Życiorys
Ukończył Państwowe Liceum Technik Plastycznych w Zakopanem pod kierunkiem prof. Antoniego Kenara i prof. Tadeusza Brzozowskiego. W latach 1960 do 1966 studiował na Akademii Sztuk Pięknych w Warszawie na Wydziale Rzeźby, pod kierunkiem prof. Mariana Wnuka, kończąc dyplomem z wyróżnieniem. Od 1966 roku jest pedagogiem w Zespole Szkół Plastycznych im. Antoniego Kenara w Zakopanem.
Rzeźbi w drewnie, ceramice i brązie.
Jest autorem 12 wystaw indywidualnych w kraju. Wystawiał także we Francji, Niemczech, Norwegii, Szwecji, Holandii, Hiszpanii, Belgii, Austrii i wielu innych.
Jego prace znajdują się w zbiorach państwowych i prywatnych na całym świecie.